# Creed III – Rocky’s Legacy
Creed III – Rocky’s Legacy (Originaltitel: Creed III) ist ein US-amerikanischer Boxerfilm aus dem Jahr 2023. Es handelt sich um ein Spin-off zur Rocky-Filmreihe und um eine Fortsetzung zu Creed II – Rocky’s Legacy aus dem Jahr 2018. Hauptdarsteller Michael B. Jordan übernahm erstmals auch die Regie und war überdies als Produzent tätig. Das Filmdrama kam am 2. März 2023 in die deutschen und am darauffolgenden Tag in die US-amerikanischen Kinos.

## Handlung
Einige Jahre nachdem Adonis Creed seinen Weltmeistertitel auch gegen Ricky „Pretty“ Conlan verteidigen konnte, hat er seine aktive Karriere beendet, um mehr Zeit mit seiner gehörlosen Tochter Amara verbringen zu können. Gemeinsam mit Tony „Little Duke“ Evers leitet er nunmehr das Boxstudio in Los Angeles, in dem auch der amtierende Schwergewichtsweltmeister Felix Chavez trainiert. Adonis’ Frau Bianca musste ihre Gesangskarriere unterdessen nach einem Hörsturz aufgeben und arbeitet nun erfolgreich als Musikproduzentin. Das Paar versucht auch, Adonis’ Mutter von einem Einzug zu überzeugen, da sich ihre Gesundheit nach einem Schlaganfall verschlechtert hat.
Eines Tages erscheint Adonis’ Jugendfreund Damian Anderson vor dem Boxstudio, nachdem er 18 Jahre wegen illegalen Waffenbesitzes im Gefängnis gesessen hatte. Damian – einst selbst ein erfolgreicher Amateurboxer – gibt an, sich über die Jahre fit gehalten zu haben und nun eine Profikarriere anzustreben, woraufhin Adonis ihn zunächst als Sparringpartner von Felix Chavez engagiert. Dieser bereitet sich gerade auf einen Titelkampf mit Viktor Drago vor, doch der russische Profiboxer wird auf einem Medienevent von einem unbekannten Angreifer attackiert und verletzt. Um den Kampf nicht absagen zu müssen, schlägt Adonis stattdessen Damian als Gegner vor, worauf Felix einwilligt.
Im Titelkampf boxt Damian schmutzig und bringt Felix so aus der Fassung. Der Mexikaner geht nur wenig später k.o., wodurch Damian zum amtierenden Schwergewichtsweltmeister wird. Adonis zeigt sich über die unfairen Methoden seitens Damian erzürnt und findet nur wenig später heraus, dass dieser auch den Angriff auf Viktor Drago eingefädelt hat. Als Adonis seinen ehemaligen Jugendfreund des Boxstudios verweisen möchte, offenbart Damian seine wahre Motivation. Der amtierende Schwergewichtsweltmeister trägt Adonis noch immer nach, dass dieser vor Damians Verhaftung die Flucht ergriffen und in all den Jahren keinen Kontakt zu ihm aufgenommen hat.
Als Damian in der Folgezeit öffentlich über seinen ehemaligen Jugendfreund herzieht und wenig später auch Mary Anne an den Folgen eines zweiten Schlaganfalls verstirbt, fasst Adonis den Entschluss, in den Boxring zurückzukehren und sich Damian zu stellen. Im Zuge seiner Vorbereitung bekommt er dabei unerwartete Unterstützung von Viktor Drago, der für ihn beim Training als Sparringpartner fungiert.
Am Tag des Titelkampfes sind Adonis und Damian in den ersten elf Boxrunden ebenbürtig. Erst in der finalen zwölften Runde gewinnt Damian zunächst die Überhand und schlägt Adonis zu Boden. Dieser kann sich vor Ende des Anzählens wieder aufrichten, daraufhin eine Lücke in der Deckung von Damian erkennen und seinen Gegner k. o. schlagen. Nach dem Kampf versöhnen sich die beiden Rivalen wieder miteinander und vergeben sich ihre jeweiligen Verfehlungen aus der Vergangenheit.

## Produktion

### Stab und Besetzung

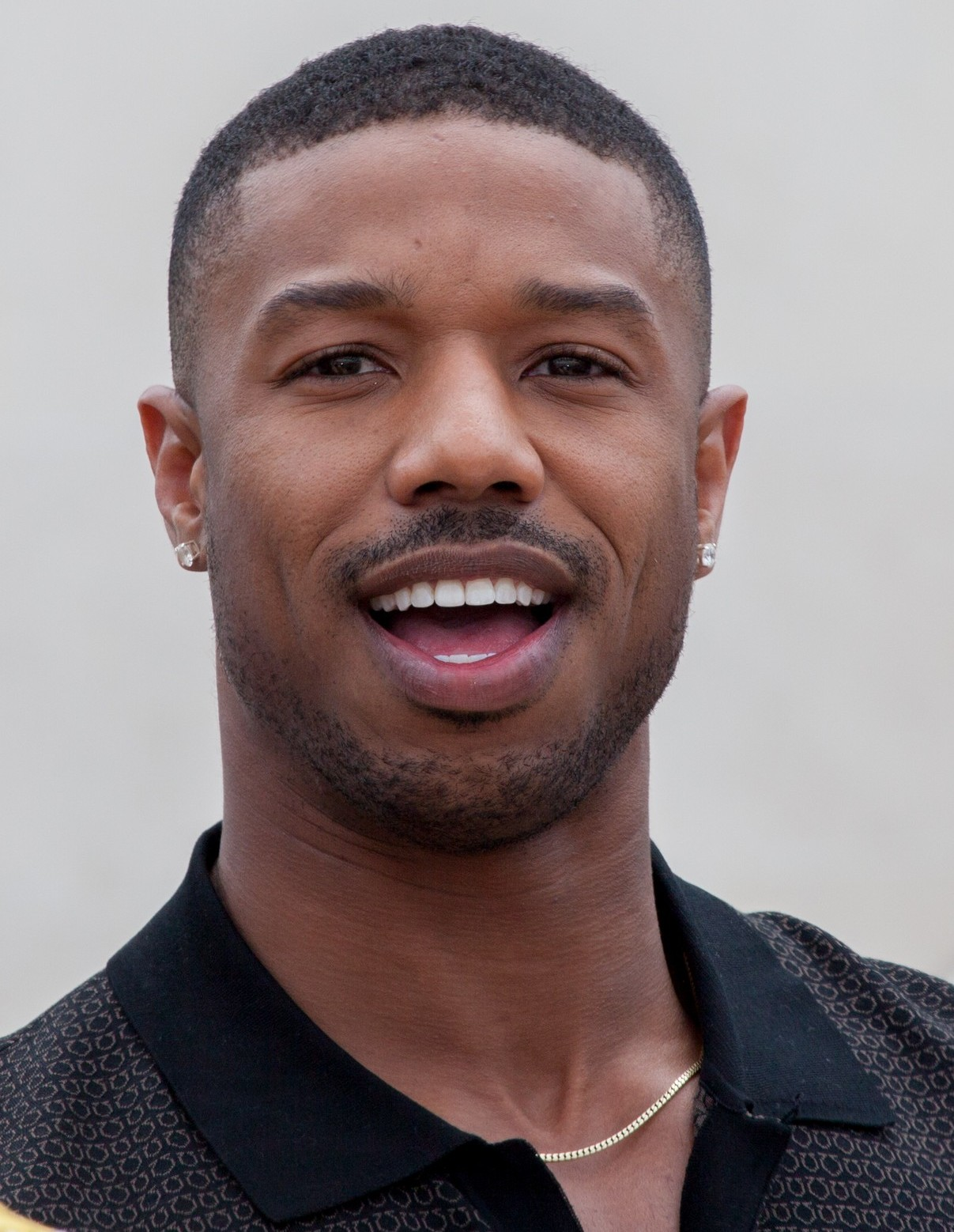
Regisseur und Hauptdarsteller Michael B. Jordan

Nachdem Creed II – Rocky’s Legacy sowohl von Kritikern als auch dem Publikum positiv aufgenommen wurde und weltweit über 200 Millionen US-Dollar einspielen konnte, bestätigte Hauptdarsteller Michael B. Jordan im September 2019 die Produktion eines dritten Teils. Im Februar des Folgejahres wurde Zach Baylin als neuer Autor verpflichtet, der das Drehbuch gemeinsam mit Keenan Coogler basierend auf einer Idee von Ryan Coogler schrieb. Der Regieposten wurden mit Hauptdarsteller Michael B. Jordan besetzt, der mit Creed III – Rocky’s Legacy sein Regiedebüt gab und eine Gage von über 15 Millionen US-Dollar erhielt. Als Produzenten fungierten unter anderem Irwin Winkler, Charles Winkler, William Chartoff, David Winkler, Jonathan Glickman, Michael B. Jordan und Ryan Coogler.
Michael B. Jordan verkörperte erneut den titelgebenden Boxer Adonis Creed. Daneben kehrten auch Tessa Thompson als dessen Verlobte Bianca Taylor, Phylicia Rashad als seine Stiefmutter Mary Anne Creed, Florian Munteanu als Boxer Viktor Drago, Wood Harris als Trainer Tony „Little Duke“ Evers, Tony Bellew als Boxer Ricky „Pretty“ Conlan und Cutman Jacob Duran als er selbst für die Fortsetzung zurück. Jordan und Thompson gaben an, in Vorbereitung auf die Dreharbeiten eine Paartherapie in ihren jeweiligen Rollen besucht zu haben. Der Antagonist Damian Anderson wurde im Juni 2021 mit Jonathan Majors besetzt. Dieser trainierte sich für seine Rolle über ein Jahr lang mehrere Kilo Muskelmasse an und absolvierte einen sechswöchigen Crashkurs, in dem er Box-Choreografien und Techniken erlernte.
Zu den weiteren Darstellern zählten die gehörlose Kinderdarstellerin Mila Davis-Kent, Profiboxer José Benavidez Jr., Selenis Leyva, Thaddeus J. Mixson, Spence Moore II und Boxweltmeister Saúl Álvarez. Erstmals bei einem Film innerhalb der Rocky-Filmreihe hat Sylvester Stallone keinen Auftritt. Jordan begründete diese Entscheidung mit der stärkeren Fokussierung auf seine Figur Adonis Creed, während Stallone angab, wegen kreativer Differenzen bewusst auf einen Auftritt verzichtet zu haben.

### Dreharbeiten und Filmmusik

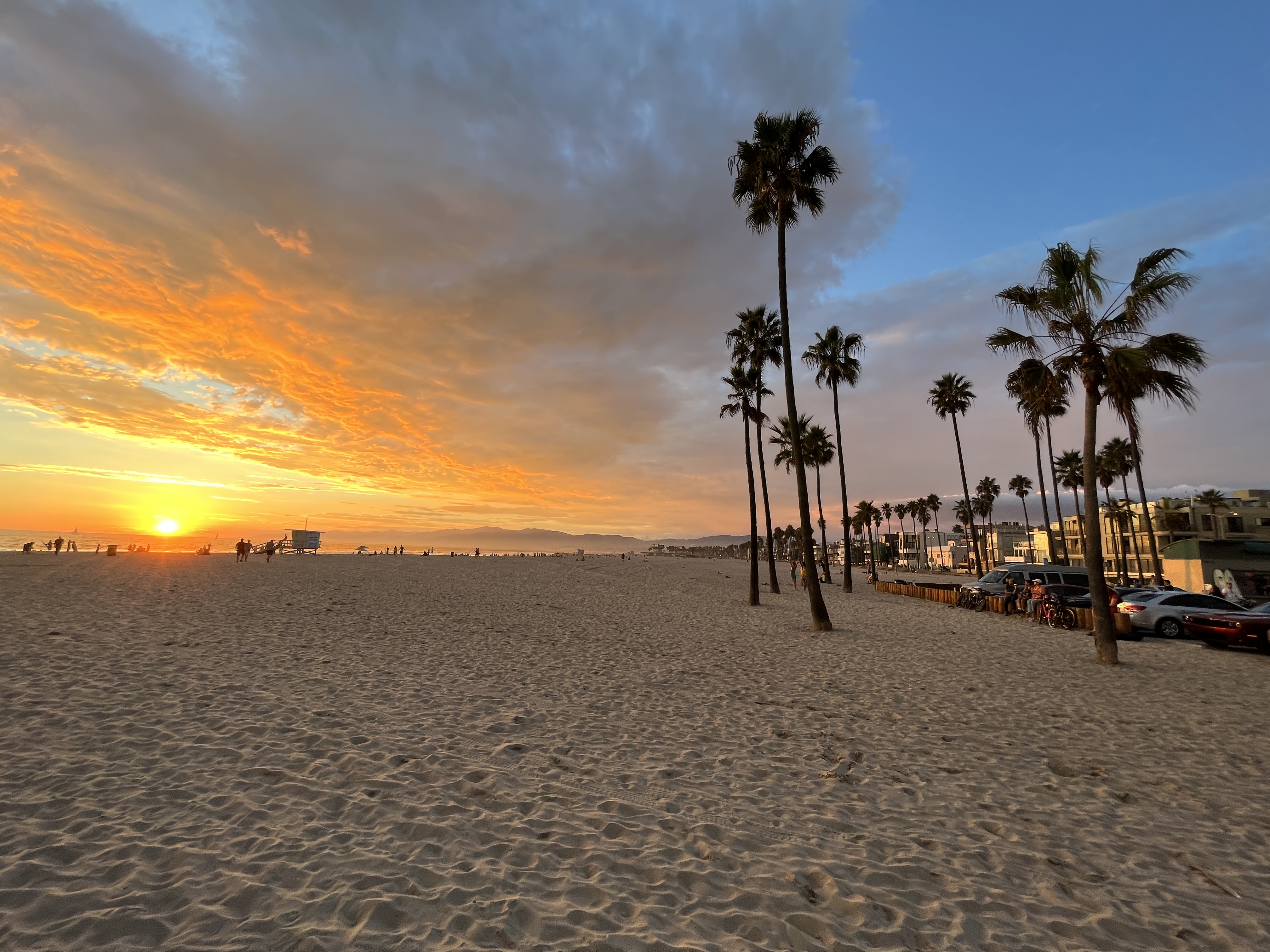
Der Venice Beach in Los Angeles

Die Dreharbeiten mit Kameramann Kramer Morgenthau begannen am 18. Januar 2022 in Atlanta und erfolgten unter anderem im Vorort Sandy Springs. Bereits zuvor entstanden im Dezember 2021 erste Aufnahmen von Zuschauern in der Amalie Arena in Tampa, während die zentralen Boxkämpfe hingegen allesamt in einem eigens errichteten Filmstudio vor Greenscreen gedreht wurden. Hauptdarsteller Jonathan Majors musste im Zuge der Filmaufnahmen nach Eigenaussage über 100 Schläge ins Gesicht einstecken. Ab Ende März 2022 wurde in Los Angeles gedreht, so unter anderem am Venice Beach. Weitere einwöchige Nachdrehs erfolgten im Oktober 2022 in Atlanta. Als erster Sportfilm wurde Creed III komplett mit IMAX-Kameras gefilmt. Für Regisseur Michael B. Jordan dienten dabei vor allem Animes wie Naruto und Dragon Ball Z als visuelle Inspiration für die Kampfszenen, wobei dem Zuschauer durch Close-ups, Zeitlupen und spezielle Kamerawinkel die Kampfintelligenz von Adonis vermittelt werden sollte. Kameramann Kramer Morganthau arbeitete zur Unterstützung dieses Looks mit unterschiedlichen Farbpaletten, so rot für Adonis und grün für Damian.
Die Filmmusik komponierte Joseph Shirley, der zuvor für den Horrorfilm Open House  und gemeinsam mit Ludwig Göransson für die Fernsehserien The Mandalorian und Das Buch von Boba Fett tätig war. Shirley kombinierte für seinen Score modernere Produktionstechniken wie schrille Synthesizer, ambiente Saxophone und Gesangssamples mit einem klassischen Studioorchester samt Chor aus Los Angeles. So wollte er Hip-Hop-Einflüsse mit der regulären Filmmusik vermischen. Als musikalischer Berater fungierte Dr. Dre, dessen Song The Watcher für die Eröffnungsszene gesampelt wurde. Ein Album mit 19 Musikstücken der Filmmusik wurde am 3. März 2023 von Dreamville/Interscope Records digital veröffentlicht. Am selben Tag erschien auch ein Soundtrack-Album mit 18 der im Film verwendeten Songs.

### Marketing und Veröffentlichung
Ein erster Trailer zum Film wurde am 18. Oktober 2022 veröffentlicht. Ein Teaser wurde am 12. Februar 2023 im Rahmen des Super Bowl LVII ausgestrahlt, ehe der finale Trailer drei Tage später folgte. Die Weltpremiere erfolgte am 9. Februar 2023 in Mexiko-Stadt. Ursprünglich kündigte MGM Creed III für den 23. November 2022 an, ehe der US-amerikanische Starttermin auf den 3. März 2023 verschoben wurde. In Deutschland lief der Film bereits einen Tag zuvor in den Kinos an.

## Synchronisation
Die deutschsprachige Synchronisation entstand nach einem Dialogbuch von Sven Hasper und unter der Dialogregie von Axel Malzacher bei FFS Film- & Fernseh-Synchron.
| Rolle                    | Darsteller         | Synchronsprecher  |
| ------------------------ | ------------------ | ----------------- |
| Adonis „Donnie“ Creed    | Michael B. Jordan  | Nico Sablik       |
| Damian „Dame“ Anderson   | Jonathan Majors    | Daniel Welbat     |
| Bianca Taylor            | Tessa Thompson     | Maximiliane Häcke |
| Tony „Little Duke“ Evers | Wood Harris        | Torben Liebrecht  |
| Mary Anne Creed          | Phylicia Rashād    | Marianne Groß     |
| Felix Chavez             | José Benavidez Jr. | Michael Kuehl     |
| Laura Chavez             | Selenis Leyva      | Iris Artajo       |
| Viktor Drago             | Florian Munteanu   | Dennis Sandmann   |
| Ricky „Pretty“ Conlan    | Tony Bellew        | Björn Schalla     |
| Adonis Creed (jung)      | Thaddeus J. Mixson | Finn Posthumus    |
| Damian Anderson (jung)   | Spence Moore II    | Nicolas Rathod    |

## Rezeption

### Altersfreigabe
In den Vereinigten Staaten vergab die MPA aufgrund intensiver Sportaction, der Gewalt und der Sprache ein PG-13-Rating. In Deutschland erhielt Creed III – Rocky’s Legacy von der FSK eine Freigabe ab 12 Jahren. In der Freigabebegründung heißt es, die Geschichte sei überwiegend ruhig erzählt und konzentriere sich auf die gegensätzlichen Figuren, wobei Gut und Böse klar unterscheidbar wären. Die Boxkampfszenen seien hart und realistisch inszeniert, was für junge Zuschauende eine Herausforderung darstellen könne. 12-Jährige seien jedoch in der Lage, diese Elemente in den Genrekontext einzuordnen, und da Gewalt ausschließlich im Boxring gezeigt werde, könnten sie sich ausreichend distanzieren. Die liebevolle Darstellung des Umfelds der Hauptfigur sowie die Betonung positiver Werte würden zudem emotionalen Halt geben.

### Kritiken
Erste Kritikerstimmen fielen überwiegend positiv aus und bezeichneten den Film als solides Regiedebüt von Hauptdarsteller Michael B. Jordan, das durch seine Emotionalität und die guten Kampfsequenzen überzeugen könne. Vielerorts wurde ebenso die schauspielerische Darbietung von Jonathan Majors gelobt und die Besetzung von Mila Davis-Kent positiv hervorgehoben. Creed III – Rocky’s Legacy konnte 88 % der 338 bei Rotten Tomatoes gelisteten Kritiker überzeugen und erhielt dabei eine durchschnittliche Bewertung von 7,1 von 10 Punkten. Als zusammenfassendes Fazit zieht die Seite, dank der schlagkräftigen Regie von Michael B. Jordan und der nuancierten Darbietung von Jonathan Majors könne das Creed-Franchise endlich aus dem ikonischen Schatten von Rocky Balboa treten. Auf Metacritic erhielt der Film basierend auf 62 Kritiken einen Metascore von 73 von 100 möglichen Punkten.

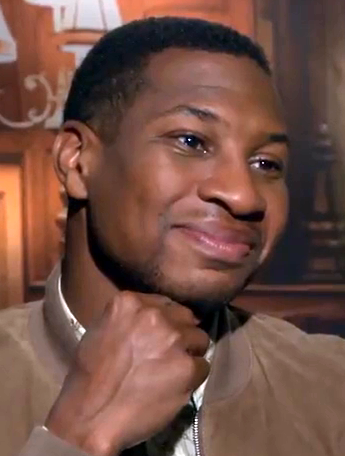
Jonathan Majors wurde für seine Verkörperung des Antagonisten Damian Anderson vielerorts gelobt.

Owen Gleiberman zieht in seiner Kritik für Variety ein positives Fazit und urteilt, Creed III – Rocky’s Legacy sei ein beeindruckendes Regiedebüt von Hauptdarsteller Michael B. Jordan und könne nicht nur als solide Fortsetzung glänzen, sondern möglicherweise auch als gelungener Abschluss der Creed-Reihe fungieren. Das Sportdrama fühle sich dabei eher wie ein Thriller im Stile von Kap der Angst an und entferne sich dank eines dreidimensionalen, menschlichen Gegenspielers immer weiter von den vorherigen Rocky-Filmen. Jonathan Majors stelle durch seine passiv-aggressive Darbietung sein Schauspieltalent einmal mehr unter Beweis und strahle eine ständige Gefahr aus, die die Atmosphäre elektrisiere. Auch Michael B. Jordan liefere seine bisher umfassendste schauspielerische Leistung ab und beweise bei der Darstellung der Beziehung zwischen Adonis Creed und Damian Anderson dramaturgische Finesse. Als Regisseur takte er den Film gut und inszeniere die Kampfszenen mit brutaler und phantasievoller Präzision. So wirke Creed III weitaus dynamischer als der kompetente, aber formelhafte Vorgängerfilm, auch wenn er mit der „gefühlvollen Filmemacherbravour“ von Creed – Rocky’s Legacy nicht mithalten könne.
Auch Benjamin Lee vom Guardian lobt Creed III – Rocky’s Legacy und bezeichnet den Film als Beweis dafür, dass Filmfranchises doch noch funktionieren könnten und nicht nur enttäuschende, sinnlose Fortsetzungen nach sich ziehen würden. Viele Stärken von Creed III könnten immer noch auf den Filmemacher Ryan Coogler zurückgeführt werden, der die Creed-Reihe nicht nur als Boxspektakel, sondern auch als charakterfokussiertes Drama etabliert hätte. Was die Fortsetzung so erfrischend mache, seien die großen Schauspielstars, deren Emotionen und Probleme in einer real wirkenden Umgebung angesiedelt seien. So sei Jonathan Majors ein unberechenbarer, fanatischer Antagonist mit einem glaubwürdigen sozialen Unbehagen, während das Familiendrama rund um Michael B. Jordan und Tessa Thompson fesselnd bleibe. Zwar komme die zwischenmenschliche Spannung zwischen den beiden zu kurz und auch Szenen mit Phylicia Rashād würden sich etwas belanglos anfühlen, doch die Kampfsequenzen seien weiterhin aufregend, der Film dadurch äußerst unterhaltsam und schlagkräftig. So könne Lee auch über das zuweilen überfüllte Drehbuch und die vorhersehbare Handlung hinwegsehen.
Sofia Glasl analysiert in ihrer Filmkritik für die Süddeutsche Zeitung, Creed III – Rocky’s Legacy stehe vor der erzählerischen Herausforderung, dass seine Hauptfigur Adonis Creed bereits alles erreicht habe. Dieses Problem würden die Drehbuchautoren Zach Baylin und Keenan Coogler durch die Einführung einem der besten und komplexesten Antagonisten innerhalb der Rocky-Filmreihe lösen. Der von Jonathan Majors verkörperte Damian Anderson sei ein von Rache getriebener Gegenspieler, durch den der zuweilen unnötig komplexe Film seinen Fokus behalte und dessen brachiale sowie unberechenbare Gewalt die Oberflächlichkeit des Sport-Spektakels zerschlage. Majors stelle zwischenzeitlich selbst Hauptdarsteller Michael B. Jordan in den Schatten, schaffe es, die moralische Eindeutigkeit des Protagonisten anzutasten, und bringe so finstere und trügerische Motive in die Filmreihe, wie sie das Rocky-Universum noch nie zuvor gesehen hätte.
Kritischer steht Lovia Gyarkye vom Hollywood Reporter dem Film gegenüber, für die Creed III – Rocky’s Legacy mehr auf Stil als auf Narration setzte. So beinhalte die Fortsetzung einige glorreiche Kampfszenen mit guter musikalischer Untermalung von Komponist Joseph Shirley. Ebenso wähle Kameramann Kramer Morgenthau eine üppige visuelle Bildsprache, die zum neuen Leben der Hauptfigur passe, durch die sich der Film allerdings auch wie eine zweistündige Werbung für Reichtum anfühle. Das erzählerische Fundament sei hingegen die wackelige Prämisse, Adonis Creed sei weiterhin ein Underdog. Seine emotionale Zurückhaltung werde als Außenseitertum inszeniert, doch dem Zuschauer falle es schwer, dem Film diese Illusion abzukaufen. Der Auftritt des fesselnden Charakters von Jonathan Majors sei hingegen ein Segen für Creed III, auch wenn der Ausgang des finalen Kampfes von vornherein vorhersehbar wäre.

### Einspielergebnis
Am Startwochenende konnte Creed III – Rocky’s Legacy mit einem Einspielergebnis von rund 58,6 Millionen US-Dollar den ersten Platz der US-amerikanischen Kino-Charts belegen. Damit erzielte der Film nicht nur die finanziell erfolgreichste Kinopremiere innerhalb der Filmreihe, sondern auch aller Sportfilme insgesamt. In Deutschland verzeichnete die Fortsetzung im selben Zeitraum rund 410.000 Kinobesucher, womit er auch hierzulande die Spitzenposition der Kino-Charts erreichen konnte. Die weltweiten Einnahmen aus Kinovorführungen belaufen sich auf 276,1 Millionen US-Dollar, von denen der Film allein 156,2 Millionen in Nordamerika erwirtschaften konnte. Damit handelt es sich um den finanziell erfolgreichsten Teil der Rocky-Filmreihe. In Deutschland verzeichnete die Creed III insgesamt 1.058.200 Kinobesucher, durch die er rund 10,6 Millionen Euro einspielen konnte.

### Ausschreitungen bei Kinovorführungen
Nach der Veröffentlichung kam es in mehreren deutschen Städten zu von Jugendlichen ausgehenden Randalen und Ausschreitungen während Filmvorführungen von Creed III. Dabei wurden die Vorstellungen gestört, Kinosäle stark verschmutzt und Mitarbeiter angegriffen, was in mehreren Städten zu Polizeieinsätzen führte. Vereinzelt gab es auch Berichte über Schlägereien und mitgebrachte Waffen in den Kinos. Seitens der Polizei wurde ein TikTok-Trend mit dem Abbruch der Vorführungen als Ziel vermutet, während Social-Media-Experten darauf verwiesen, dass die im Internet kursierenden Videos die Randale zumeist eher negativ beurteilen würden. Zu ähnlichen Ausschreitungen kam es auch in Frankreich und Belgien; vergleichbare Vorfälle gab es ebenso bereits mehrere Monate zuvor bei Filmvorführungen von Smile – Siehst du es auch?. Die Kinobetreiber reagierten neben einer Verstärkung der Security in mehreren Städten auch mit einer Heraufstufung der Altersfreigabe auf 18 Jahre. Vereinzelt nahmen Kinos Creed III sogar komplett aus ihrem Programm.

### Auszeichnungen
BET Awards 2023
- Nominierung als Bester Film

Black Reel Awards 2023
- Nominierung für die Beste Regie (Michael B. Jordan)
- Nominierung als Bester Hauptdarsteller (Michael B. Jordan)
- Nominierung als Bester Nebendarsteller (Jonathan Majors)
- Nominierung für den Besten Soundtrack[58]

Golden Reel Awards 2024
- Nominierung für den Besten Musikschnitt[59]

Hollywood Critics Association Midseason Film Awards 2023
- Nominierung als Bester Film
- Nominierung als Bester Hauptdarsteller (Michael B. Jordan)[60]

Hollywood Music in Media Awards 2023
- Nominierung für das Beste Soundtrack-Album[61]

MTV Movie & TV Awards 2023
- Nominierung für die Beste Schauspielleistung (Michael B. Jordan)[62]

NAACP Image Awards 2024
- Nominierung für die Beste Regie (Michael B. Jordan)
- Nominierung als Beste Nachwuchsdarstellerin (Mila Davis-Kent)
- Auszeichnung als Beste Kinderdarstellerin (Mila Davis-Kent)
- Auszeichnung für das Beste Stuntensemble
- Nominierung für das Beste Soundtrack-Album (Michael B. Jordan, Ludwig Göransson, Archie Davis & Frank Brim)
- Nominierung für die Besten Frisuren (Elizabeth Robinson)[63]

People’s Choice Awards 2024
- Nominierung als Bestes Filmdrama
- Nominierung als Bester Darsteller (Michael B. Jordan)
- Nominierung als Bester Darsteller in einem Filmdrama (Michael B. Jordan)[64]

## Fortsetzung
Noch vor der Veröffentlichung von Creed III bestätigte Hauptdarsteller Michael B. Jordan im Februar 2023, dass ein vierter Film innerhalb der Creed-Reihe erscheinen werde. Nach dem finanziell profitablen Kinostart wurde außerdem bekannt, dass der MGM-Mutterkonzern Amazon den Ausbau des Creed-Universums mit weiteren Filmen und Serien plane. Neben einem bereits zuvor angekündigten Spin-off über Ivan Drago und dessen Sohn Viktor soll sich unter anderem auch eine Animationsserie für Prime Video in Planung befinden. Im November 2023 bestätigte Produzent Irwin Winkler die Rückkehr von Michael B. Jordan als Regisseur des vierten Creed-Films.